# Thelma/Louise
Thelma/Louise, grundat 2003 av Daniel Moll och Anders Helgeson (som även var ägare tillsammans med Karin af Klintberg), var ett Stockholmsbaserat produktionsbolag inom film, TV och reklam.
Det hade på sin topp femton anställda och ett tiotal frilansare.
Bolaget ligger bland annat bakom tv-serierna Landet Brunsås och Historieätarna och vann en Guldbagge med filmen Ebbe - The Movie i kategorin bästa dokumentärfilm på Guldbaggegalan 2010. Bolaget producerade även en julkalendern Tusen år till julafton för SVT år 2015. Efter det att julkalendern hade sänts tog SVT dock avstånd från produktionen när det i en tvist framkom att Thelma/Louise inte ägde rättigheterna till formatet.
Bolaget gick i konkurs den 31 oktober 2016.

## Urval av tv-produktioner
- Tusen år till julafton (SVT), julkalender 2015
- Historieätarna (SVT), tre säsonger
- Landet Brunsås[8][9] (SVT), två säsonger
- Geografens Testamente (UR)
- Ebbe - The Movie (Bio, SVT)

## Urval av samproduktioner
- 100 Höjdare (Kanal 5) Redigering, grafik- och animationer, sex säsonger
- Boston Tea Party (Kanal 5) Redigering, grafik- och animationer, två säsonger
- Ett Herrans Liv (svenskt TV-program) (Kanal 5) Redigering, grafik- och animationer

## Urval av reklamfilmer och grafiska profiler/vinjetter
- Löfbergs, reklamfilm
- Bring, reklamfilm
- Expekt, reklamfilm
- Battlefield 3, teaser (EA/DICE)
- TV4 Science Fiction, Ident (TV4)
- TV4 Sport, Ident (TV4)
- Lattjo Lajban, vinjett (TV4)
- Så Mycket Bättre, vinjett (TV4)
- Svenska Hollywoodfruar, vinjett (TV3)
- Ensam mamma söker, vinjett (TV3)
- Söndagsparty med Filip & Fredrik (Kanal 5)
- Big Brother 2014, vinjett (Kanal 11)